# Varese Football Club 1948-1949
Questa pagina raccoglie le informazioni riguardanti il Varese Football Club nelle competizioni ufficiali della stagione 1948-1949.

## Rosa
| N. |                   | Ruolo | Calciatore        |
| -- | ----------------- | ----- | ----------------- |
|    | Italia (bandiera) | P     | Arrigoni          |
|    | Italia (bandiera) | A     | Bottoni           |
|    | Italia (bandiera) | D     | L. Campi          |
|    | Italia (bandiera) | C     | Giuseppe Castelli |
|    | Italia (bandiera) | A     | Enrico Cerutti    |
|    | Italia (bandiera) | C     | Giovanni Comotti  |
|    | Italia (bandiera) | P     | Carlo Facchini    |

| N. |                   | Ruolo | Calciatore        |
| -- | ----------------- | ----- | ----------------- |
|    | Italia (bandiera) | D     | Luigi Marzoli     |
|    | Italia (bandiera) | A     | A. Meneghetti     |
|    | Italia (bandiera) | A     | Molinari          |
|    | Italia (bandiera) | D     | Molteni           |
|    | Italia (bandiera) | A     | Bruno Ragazzo     |
|    | Italia (bandiera) | C     | Antonio Ronconi   |
|    | Italia (bandiera) | D     | Giovanni Spertini |